# Primer
För andra betydelser, se Primer (olika betydelser).
Primer (inom molekylärbiologi) är en kort enkelsträngad nukleinsyrasekvens som fungerar som startpunkt för DNA-syntes. Primern är nödvändig för DNA-replikation eftersom enzymet DNA-polymeras, som katalyserar denna process, endast kan addera nukleotider till en redan existerande DNA-sträng. DNA-polymeras startar replikationen vid 3' änden av primern och använder den motsatta strängen som mall för att skapa en ny komplementär sträng. I de flesta fall av naturlig DNA-replikation utgörs primern av en kort RNA-sträng.
Många laborativa tekniker inom molekylärbiologi och bioteknik vilka involverar DNA-polymeras, såsom DNA-sekvensering och PCR, kräver DNA-primers. Dessa primrar är vanligtvis korta syntetiska oligonukleotider, med en längd på cirka 20 baser. Primrarna är designade för att binda till en önskad DNA-sekvens, vilken sedan kan kopieras med hjälp av polymeraset.

## Mekanismin vivo
Primrar används in vivo för DNA-replikation av den så kallade lagging strand, den sträng som är orienterad i riktning 5'→3'. Denna strängs komplement måste därför bli sytetiserad i 3'→5' riktning, eftersom DNA är antiparallel. Eftersom DNA-polymeras endast är verksam i riktning 5'→3', syntetiseras lagging strand i korta fragment, så kallade Okazaki fragments. Detta sker genom att enzymet primas skapar RNA-primerar, DNA-polymeraset kan använda för att förlänga strängen i riktning 5'→3'.
RNA fragmenten avlägsnas sedan och deoxyribonukleotider adderas för att fylla mellanrummen mellan Okazaki fragmenten.

### Avlägsnande av primer
I prokaryota celler avlägsnas RNA-primrarna med hjälp av RNas H, ett enzym som bryter ner RNA, samt polymeras I. Polymeras I har förmåga att hydrolysera fosfodiesterbindningar i RNA och därmed avlägsta nukelotider från 5'-änden av primern. RNA-primern ersätts sedan av deoxyribonukelotider för att skapa fragment enbart bestående av DNA.
I eukaryota celler förlänger DNA-polymeras δ Okazaki fragmenten i riktning 5'→3'. När polymeraset når RNA-primern från det föregående Okazakifragmentet ersätter enzymet 5'-änden av primern med ett enkelsträngat överhäng, vilket sedan avlägsnas genom klyvning med hjälp av exonukleas. DNA-polymeras δ förlänger Okazakifragmenten och DNA-ligas sammanfogar fragmenten genom att skapa fosfodiesterbindningar.

## Användande av syntetiska primrar
DNA-sekvensering används för att bestämma ordningen av nukleotider i en DNA-sekvens. Sanger chain termination method är en metod för sekvensering, som använder primrar för att starta reaktionen.
I PCR används primrar för att specificera vilken DNA-sekvens som skall amplifieras. Längden på primrarna är oftast 20-30 nukleotider, och designas för att binda till början respektive slutet av den sekvens som önskas amplifieras. DNA-polymeras syntetiserar sekvensen genom att förlänga primern. De nya DNA-fragmenten används sedan som mall för ytterligare amplifiering, vilket leder till en exponentiel ökning av den önskade DNA-sekvensen.

### Design av primrar för PCR
För PCR krävs två olika primrar som binder till början respektive slutet av den DNA-sekvens som önskas amplifieras. Dessa två primrar behöver ha liknande smältpunkt eftersom båda primrarna ska binda till DNA-templatet samtidigt under PCR-reaktionen. 
För att undvika amplifiering av en felaktig sekvens, behöver primrarna designas så att dessa endast kan binda till DNA-templatet vid önskad position. Primrana ska inte heller ha förmågan att enkelt kunna binda till sig själva eller andra primrar i lösningen, då detta kan förhindra att primrarna binder till templatet eller att provet blir kontaminerat.